# Canton de Mougins
Le canton de Mougins est une ancienne division administrative française, située dans le département des Alpes-Maritimes et la région Provence-Alpes-Côte d'Azur.

## Composition
Le canton de Mougins se composait d’une fraction de la commune du Cannet et de trois autres communes. Il comptait 45 957 habitants (population municipale) au 1er janvier 2012.
| Nom                    | Code Insee | Intercommunalité         | Population (dernière pop. légale)                |
| ---------------------- | ---------- | ------------------------ | ------------------------------------------------ |
| Mougins (chef-lieu)    | 06085      | CA Cannes Pays de Lérins | 18 391 (2014)                                    |
| Le Cannet              | 06030      | CA Cannes Pays de Lérins | Fraction : 14 639 (2013) Commune : 42 454 (2014) |
| Mouans-Sartoux         | 06084      | CA du Pays de Grasse     | 9 544 (2014)                                     |
| La Roquette-sur-Siagne | 06108      | CA du Pays de Grasse     | 5 378 (2014)                                     |

## Histoire
Le canton est créé par le décret du 25 janvier 1982 par division du canton du Cannet.
De 1999 à 2015 le canton de Mougins était le plus peuplé des Alpes-Maritimes.
| Période                                                               | Identité                 | Parti              | Qualité                               |
| --------------------------------------------------------------------- | ------------------------ | ------------------ | ------------------------------------- |
| Roger Duhalde fut le premier Conseiller Général du Canton de Mougins. |                          |                    |                                       |
| 1982-2001                                                             | M. Roger Duhalde         | RPR                | Médecin, maire de Mougins (1977-2001) |
| 2001-2008                                                             | Mme Claudine Laurière    | UMP                | Adjointe au Maire de Mougins          |
| 2008-2015                                                             | Mme Marie-Louise Gourdon | Écologiste puis PS | Adjointe au maire de Mouans-Sartoux   |

## Démographie
| 1962 | 1968 | 1975 | 1982 | 1990   | 1999   | 2006   | 2011   | 2012   |
| ---- | ---- | ---- | ---- | ------ | ------ | ------ | ------ | ------ |
| -    | -    | -    | -    | 23 282 | 24 215 | 46 852 | 46 144 | 45 957 |